# Пустельні басейни Центрального Ірану
Пустельні басейни Центрального Ірану (ідентифікатор WWF: PA1313) — палеарктичний екорегіон пустель і склерофітних чагарників, розташований на Іранському нагір'ї, переважно на території Центрального Ірану, а також на північному заході Афганістану.

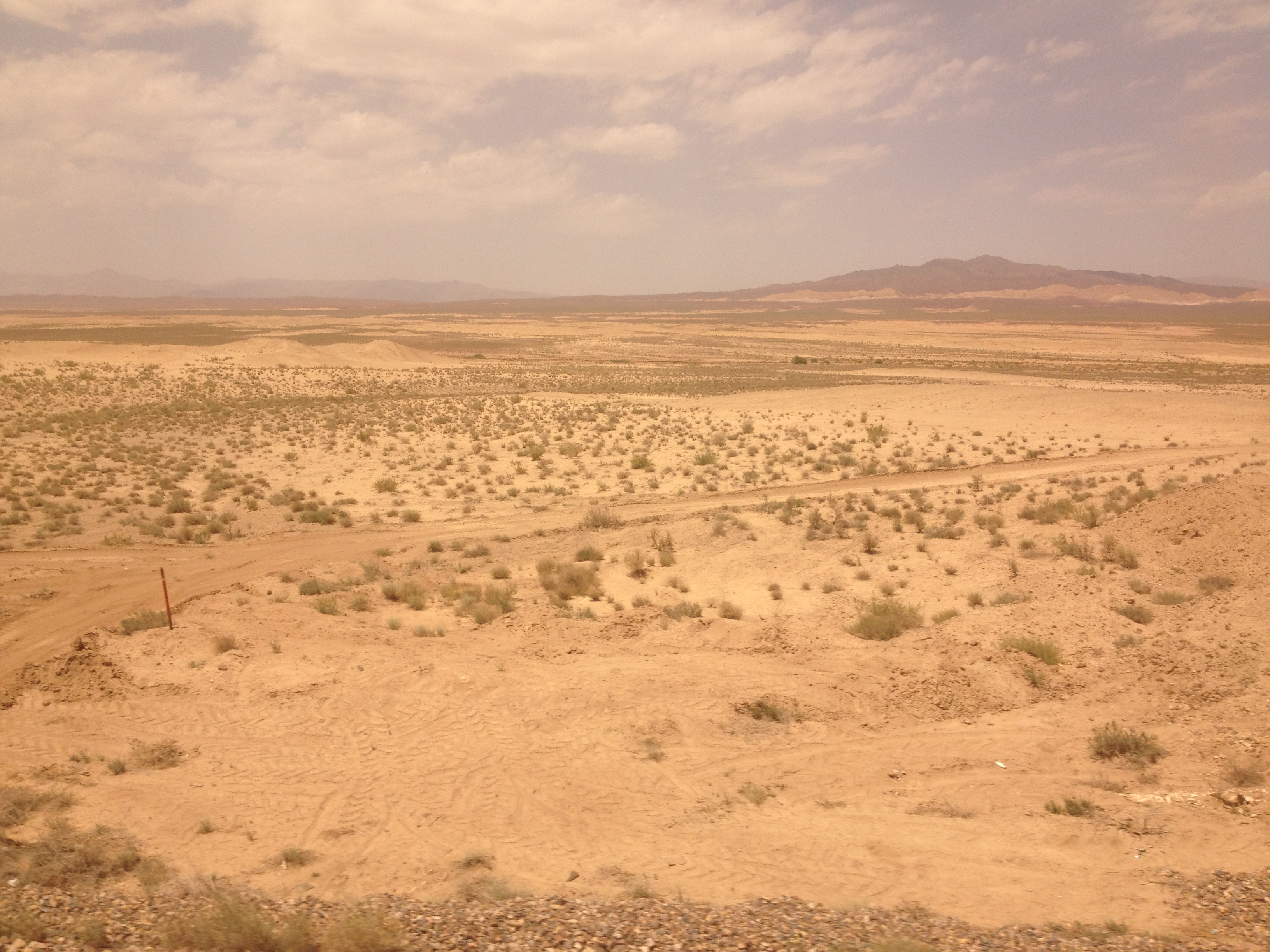
Пустеля Деште-Кевір (провінція Семнан)

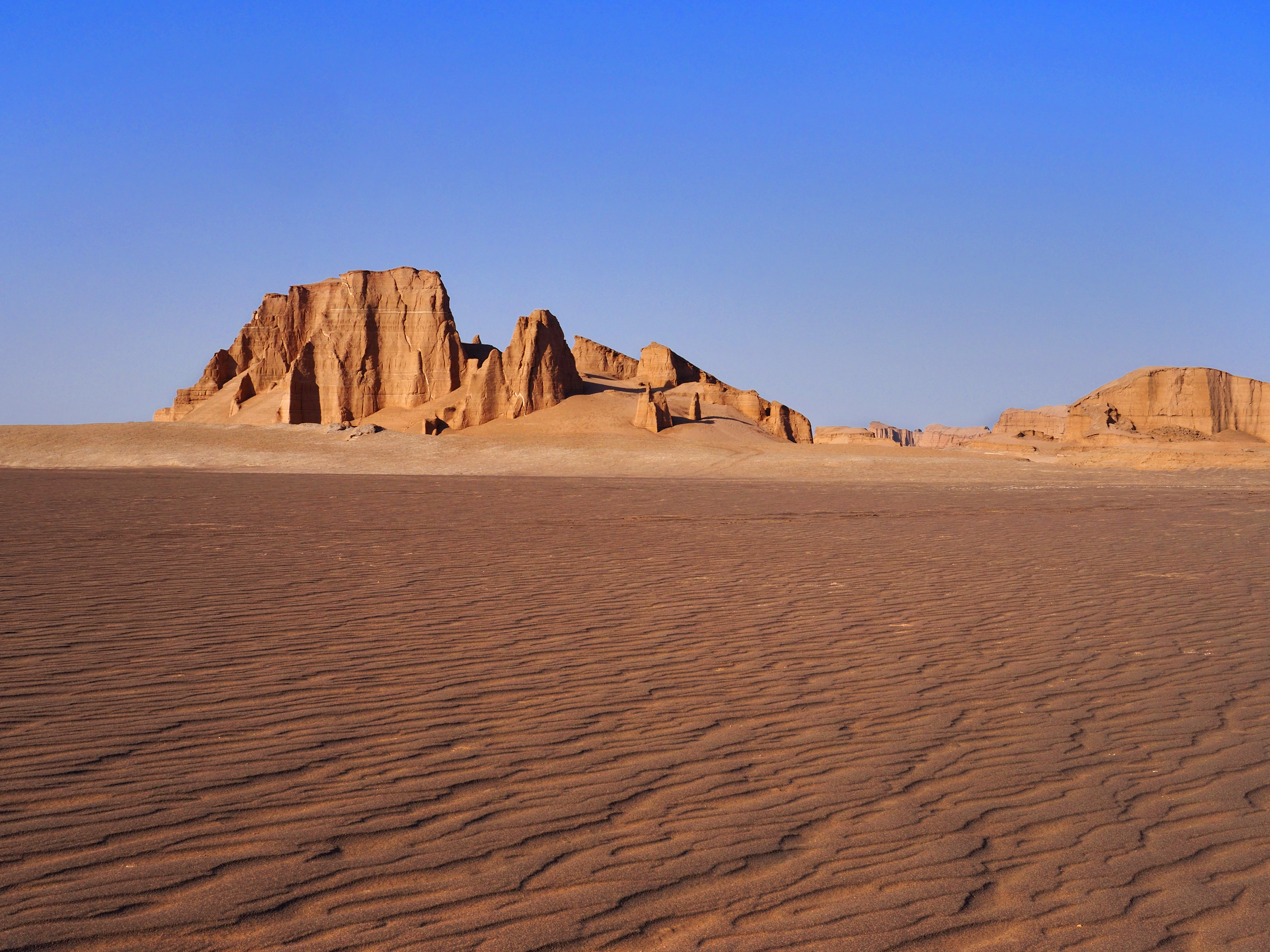
Пустеля Деште-Лут (провінція Керман)

## Географія
Екорегіон пустельних басейнів Центрального Ірану розташований на території Іранського нагір'я, яке оточене з усіх боків гірськими хребтами та не має виходу до моря. На заході та півдні регіон обмежений горами Загросу, на півночі — горами Ельбурсу, що простягаються паралельно південному узбережжю Каспійського моря, на північному сході, на кордоні з Туркменістаном, — горами Копетдаг, а на сході — невисокими горами Західного Афганістану. В центрі регіону розташовані гори Кухруд, які виділяють у окремий екорегіон гірських рідколісь Кухруду та Східного Ірану. На півночі екорегіону розташована велика солончакова пустеля Деште-Кевір, а на півдні — піщано-гравійна пустеля Деште-Лут, одна з найспекотніших пустель світу. Найвища висота регіону становить 900 м над рівнем моря.
Річки, що спускаються з навколишніх гірських хребтів, несуть значну кількість розчинних солей, через що ґрунти екорегіону є дуже засоленими. На північному заході регіону розташоване озеро Намак, великий комплекс солоних озер, солоних боліт та солончаків. Влітку значна частина озер регіону пересихає.

## Клімат
В межах екорегіону переважає пустельний або напіпустельний клімат, який характеризується високим коливанням температур та низькою вологістю. У той час, як середньорічна температура коливається від 15 до 18 °C, максимальна температура може досягати 42 °C, а мінімальна температура може опускатися до –20 °C. У 2005 році супутник зафіксував в пустелі Деште-Лут найвищу температуру земної поверхні за весь час спостережень  70,7 °C.
У більшій частині екорегіону середньорічна кількість опадів не перевищує 200 мм, а на значній його частині вона становить менше 100 мм. У північно-західній частині регіону кількість опадів сильно змінюється від року до року, коливаючись від менш ніж 50 мм до понад 300 мм. Більшість опадів випадає з дощами, які трапляються в період з листопада по травень. Найбільш посушливі райони Ірану знаходяться в центрі та на сході Іранського нагір'я, в пустелі Деште-Лут, де середньорічна кількість опадів становить менше 50 мм. Низька кількість опадів посилюється високою швидкістю випаровування води.

## Флора
Флора екорегіону різниться в залежності від ґрунтів та вологості. Вона включає велику кількість спеціалізованих видів — галофітів (солестійких рослин), ксерофітів (посухостійких рослин) і псамофітів (пісколюбних рослин).
На широких просторах Іранського нагір'я найбільш поширеними рослинними угрупованнями є невисокі чагарники полину (Artemisia) та астрагалу (Astragalus). У більш посушливих районах рідкісний рослинний покрив представлений різноманітними галофітами і ксерофітами. В районах з більшою кількістю опадів також поширені невисокі подушкоподібні рослини, чагарники паролисту (Zygophyllum) та мигдаль (Amygdalus). 
У піщаних пустелях росте ефедра (Ephedra), джузгун (Calligonum) та геліотроп (Heliotropium). Серед ендемічних чагарників і багаторічних рослин, що ростуть в них місцевостях, слід відзначити кевірський астрагал (Astragalus kavirensis) та червонуватий геліотроп (Heliotropium rudbaricum). Від третини до половини загальної кількості видів, що зустрічаються в піщаних пустелях регіону, становлять високоспеціалізовані псамофіти. На периферії піщано-гравійної пустелі Деште-Лут росте велика кількість різноманітних видів тамариксу (Tamarix).
На периферії безстічних солончакових западин Центрального Ірану, таких як Деште-Кевір, зустрічаються різноманітні галофітні угруповання. Серед характерних видів, що ростуть в цих місцевостях, слід відзначити шишкувату солянку (Halocnemum strobilaceum), різні види галотамнуса (Halothamnus), саксаулу (Haloxylon) та кураю (Salsola). У внутрішній частині солончаків рослинність майже повністю відсутня.

## Фауна
Серед поширених в екорегіоні ссавців слід навести смугасту гієну (Hyaena hyaena), звичайного шакала (Canis aureus), звичайну лисицю (Vulpes vulpes), звичайного каракала (Caracal caracal), уріала (Ovis vignei), індійську газель (Gazella bennettii), джейрана (Gazella subgutturosa), капського зайця (Lepus capensis), барвистого кота (Felis lybica ornata) та манула (Otocolobus manul). В найсухіших та найспекотніших пустельних районах живуть піщані лисиці (Vulpes rueppelli), які пристосувалися до життя в цих несприятливих середовищах і ведуть повністю нічний спосіб життя. 
Серед рідкісних видів ссавців, поширених в регіоні, слід відзначити степову перегузню (Vormela peregusna), перського кулана (Equus hemionus onager), азійського вовка (Canis lupus pallipes), анатолійського леопарда (Panthera pardus tulliana) та дуже рідкісного азійського гепарда (Acinonyx jubatus venaticus), популяція якого становить близько півсотні особин.
В екорегіоні мешкає велика кількість пустельних і степових птахів, зокрема східні джеки (Chlamydotis macqueenii), рудоголові рябки (Pterocles coronatus), пустельні кам'янки (Oenanthe deserti) та пустельні жайворонки (Ammomanes deserti). Перські джиджітки (Podoces pleskei) є ендеміками регіону.
Також ендеміками регіону є кілька видів плазунів, зокрема товстоголові скельні гекони (Bunopus crassicauda) та деште-лутські кругологоловки. В полинових степах регіону мешкають рідкісні степові черепахи (Testudo horsfieldii).

## Збереження
Оцінка 2017 року показала, що 52 555 км², або 9 % екорегіону, є заповідними територіями. Природоохоронні території включають: Національний парк Кевір, Національний парк Ходжір, Національний парк Сорхе-Хесар та Національний парк Туран в Ірані.